# Micrempis arnasoni
Micrempis arnasoni är en tvåvingeart som beskrevs av Chillcott 1983. Micrempis arnasoni ingår i släktet Micrempis och familjen puckeldansflugor.
Artens utbredningsområde är Saskatchewan. Inga underarter finns listade i Catalogue of Life.